# United States–Mexico–Canada Agreement
United States–Mexico–Canada Agreement (USMCA, Aftalen mellem De Forenede Stater, De Forenede Mexicanske Stater og Canada) er en underskrevet, men ikke ratificeret frihandelsaftale mellem Canada, Mexico og USA.
Aftalen er resultatet af en genforhandling af 2017-2018 af den nordamerikanske frihandelsaftale (NAFTA) af dens medlemsstater, som uformelt accepterede betingelserne den 30. september 2018 og formelt den 1. oktober. USMCA blev underskrevet af USAs præsident Donald Trump, den mexicanske præsident Enrique Peña Nieto og den canadiske premierminister Justin Trudeau den 30. november 2018 som en sidebegivenhed under G20-topmødet 2018 i Buenos Aires. Hvert lands lovgivere skulle efterfølgende ratificere aftalen.
Forhandlingerne "fokuserede stort set på bileksport, stål- og aluminiumstariffer og mejeri-, æg- og fjerkremarkederne." En bestemmelse "forhindrer hver part i at vedtage love, der begrænser den grænseoverskridende strøm af data". Sammenlignet med NAFTA øger USMCA miljø- og arbejdsmarkedsreglerne og stimulerer mere indenlandsk produktion af biler og lastbiler. Aftalen giver også opdateret intellektuel ejendomsbeskyttelse, giver USA mere adgang til Canadas mejerimarked, indfører et kontingent for canadisk og mexicansk bilproduktion og øger toldfri grænsen for canadiere, der køber amerikanske varer online fra $ 20 til $ 150. Den fulde liste over forskelle mellem USMCA og NAFTA er listet på USTRs websted.